# Euphorbia condylocarpa
Euphorbia condylocarpa är en törelväxtart som beskrevs av Friedrich August Marschall von Bieberstein. Euphorbia condylocarpa ingår i släktet törlar, och familjen törelväxter. Inga underarter finns listade i Catalogue of Life.